# Rovasenda (torrente)
Il Rovasenda è un torrente del Piemonte che, dopo un breve tratto in provincia di Biella, bagna la provincia di Vercelli; è tributario del Torrente Cervo.

A monte dell'ex SS 142 Biellese prende il nome di Torrente Giara; ancora più a monte, nei pressi di Castelletto Villa (una frazione di Roasio), è ripartito tra diversi rami sorgentizi.

Il perimetro del suo bacino è di 73 km.

## Corso del torrente

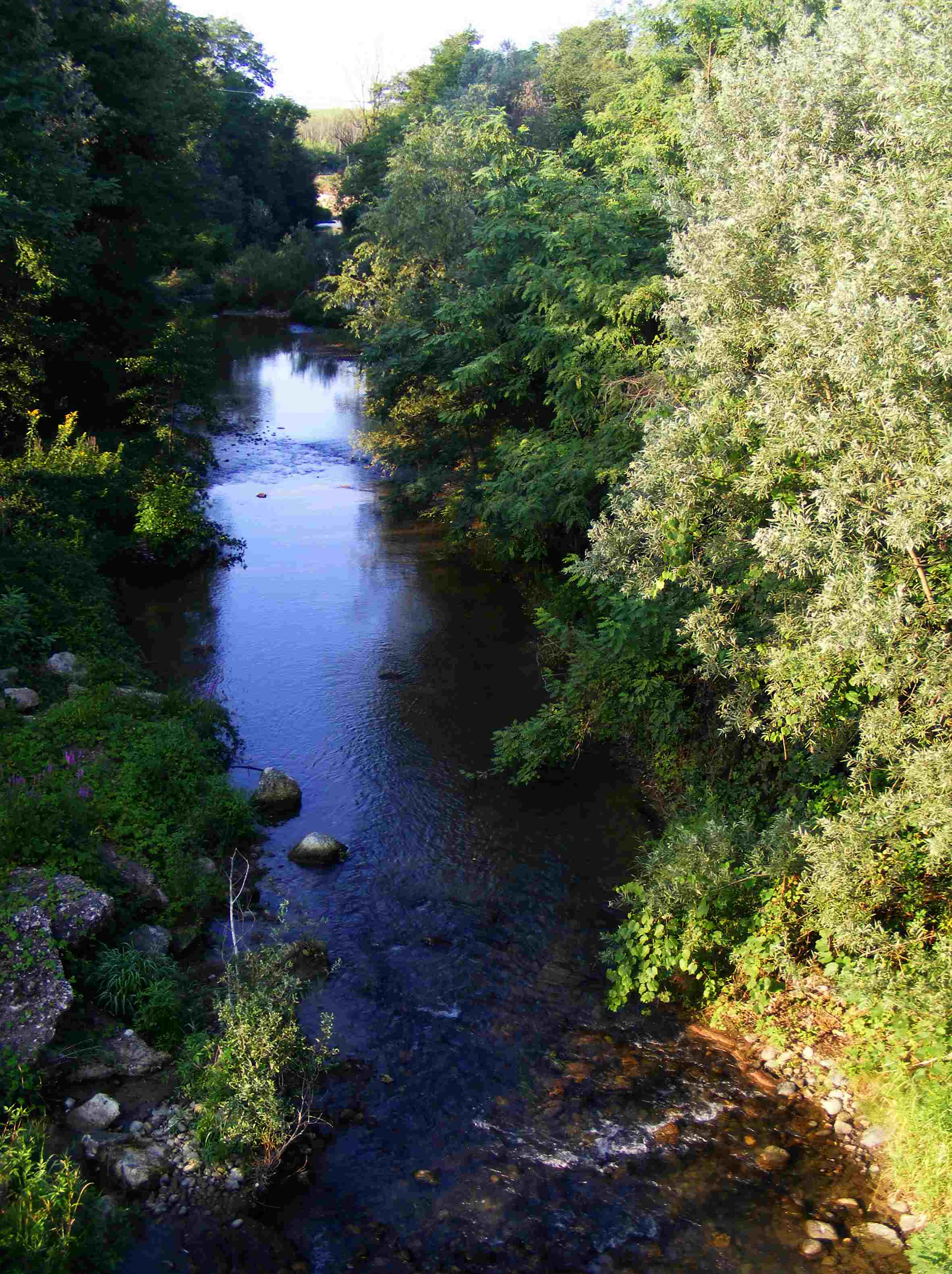
Il Rovasenda presso l'omonimo centro abitato

Il corso d'acqua si forma, con il nome di Torrente Giara, dalla confluenza di tre rami sorgentizi nei pressi di Castelletto Villa (una frazione di Roasio).
Il più occidentale è la Riale Ravasanella, che nasce a sua volta dalla confluenza, in comune di Curino, dai corsi d'acqua che drenano la zona delle Rive Rosse e del Massucco del Turlo (561 m); viene poi sbarrato da una diga e forma il Lago Ravasanella.

Il Rio Valnava scende invece dalla valletta dove sorge il centro comunale di Sostegno.
 
Il terzo ramo è il più orientale: il Rio della Valle nasce con il nome di Rio Cognatto dalla conca collinare compresa tra il Colle Sant'Emiliano (738 m) e la Pietra Croana (695 m) e, ricevuti alcuni affluenti minori (Rio Bonda Grande, Riale del Gatto) raggiunge il Torrente Giara tra Villa del Bosco e Castelletto Villa.

Il Torrente Giara passa ad est dell'abitato di Roasio e, dopo essere stato scavalcato dall'ex SS 142 Biellese (ora SP 142), entra nella Baraggia e prende il nome di Rovasenda, denominazione che manterrà fino alla confluenza nel Cervo.

Ricevuto da sinistra l'apporto del Torrente Torbola e da destra quello del Rio San Giorgio si inoltra poi tra le risaie sempre puntando verso sud; nel proprio lungo percorso di pianura riceve l'apporto di vari canali irrigui e subisce numerose derivazioni a scopo agricolo.

Il torrente sfiora gli abitati di Rovasenda e San Giacomo Vercellese; entrato in comune di Villarboit viene sovrappassato prima dall'Autostrada A4 Torino-Milano e poi dal Canale Cavour.
Confluisce infine nel Cervo in comune di Collobiano a quota 142 m s.l.m.

## Affluenti principali
- in sinistra orografica
  - Rio Torbola: nasce attorno ai 400 m di quota sulle colline tra Casa del Bosco [frazione di Sostegno (BI)] e Lozzolo (VC); attraversa quindi una zona baraggiva dove confluisce nel Rovasenda attorno ai 250 m s.l.m.
- in destra idrografica
  - Rio di San Giorgio: drena le acque provenienti dalla colline comprese tra Brusnengo e Roasio; a sud della frazione Curavecchia entra nella Baraggia andando poi a confluire nel Rovasenda attorno ai 240 m di quota.

## Utilizzi e stato ambientale
La Riale Ravasanella alimenta, nel territorio della frazione Castelletto Villa, il Lago Ravasanella, un invaso realizzato per scopi irrigui e attualmente gestito dal Consorzio di Bonifica della Baraggia Vercellese che lo utilizza per alimentare i canali a servizio della risicoltura; anche nel proprio percorso attraverso la pianura vercellese il torrente subisce vari prelievi idrici a scopo irriguo.

Nel tratto più a valle del Rovasenda sono presenti in buona quantità carpe e cavedani, mentre sarebbero assenti i siluri.

Il monitoraggio dello stato ambientale (indice SACA) dava nel 2006 per entrambe le stazioni di monitoraggio di Rovasenda e di Villarboit un valore di "BUONO".